# 1637
1637 (MDCXXXVII) byl rok, který dle gregoriánského kalendáře započal čtvrtkem.

## Události
- 23. ledna – Kníže Jan Mořic Nasavsko-Siegenský přijíždí z Nizozemska, aby se stal guvernérem nizozemské Brazílie, a během příštích šesti let rozšiřuje rozsah kolonie.
- Pierre Corneille dokončil svou nejznámější tragédii Cid
- René Descartes popsal konstrukci a užití mikroskopu
- Angličané založili obchodní stanici v Kantonu v Číně
- Francouzi založili obchodní stanice v Senegalu
- Japonsko přijímá izolacionistickou politiku: Japoncům je zakázáno cestovat do ciziny a cizincům je zakázán přístup do Japonska

### Probíhající události
- 1568–1648 – Nizozemská revoluce
- 1568–1648 – Osmdesátiletá válka
- 1618–1648 – Třicetiletá válka
- 1635–1659 – Francouzsko-španělská válka
- 1636–1638 – Pequotská válka

## Narození

#### Česko
- 18. dubna – Marie Markéta z Ditrichštejna, hraběnka z Ditrichštejna, princezna z Montecuccoli († 15. prosince 1676)

#### Svět
- 10. února – Henrietta Kateřina Oranžská, nizozemská hraběnka († 3. listopadu 1708)
- 12. února – Jan Swammerdam, nizozemský biolog, objevitel červených krvinek († 17. února 1680)
- 12. března – Anna Hydeová, první manželka pozdějšího anglického krále Jakuba II. († 31. března 1671)
- 01. června – Jacques Marquette, francouzský jezuitský misionář († 18. května 1675)
- 16. června – Giovanni Paolo Colonna, italský varhaník, varhanář, hudební skladatel († 28. listopadu 1695)
- 01. září – Nicolas Catinat, francouzský vojevůdce († 22. února 1712)
- 22. září – François Louis de Rousselet Châteaurenault, francouzský admirál († 15. listopadu 1716)
- 28. října – František Josef z Lambergu, rakouský šlechtic, diplomat, politik a dvořan († 2. listopadu 1712)
- 07. prosince – Bernardo Pasquini, italský hudební skladatel, varhaník a cembalista († 21. listopadu 1710)
- neznámé datum
  - Philipp Jakob Rittler, římskokatolický kněz a hudební skladatel († 16. února 1690)
  - Carlo Vigarani, italský scénograf a vynálezce divadelních strojů († 1713)
  - Jean Bérain, francouzský malíř († 24. ledna 1711)
  - Anna Marie Martinozzi, kněžna de Conti († 4. února 1672)
  - Pieter Mulier mladší, nizozemský malíř krajinář († 29. června 1710)
  - Giovanni Maria Pagliardi, italský hudební skladatel († 3. prosince 1702)
  - Filippo Acciaiuoli, italský básník, libretista, vynálezce, tanečník a hudební skladatel († 8. února 1700)

## Úmrtí

### Česko
- 21. srpna – Jan XIX. Arnošt z Plattenštejna, katolický kněz a probošt (* ?)
- 29. května – Jiří Třanovský, český a slovenský spisovatel a evangelický kněz (* 1592)
- 29. září – Jan Ctibor Kotva z Freifelsu, probošt litoměřické kapituly (* 1585)

### Svět

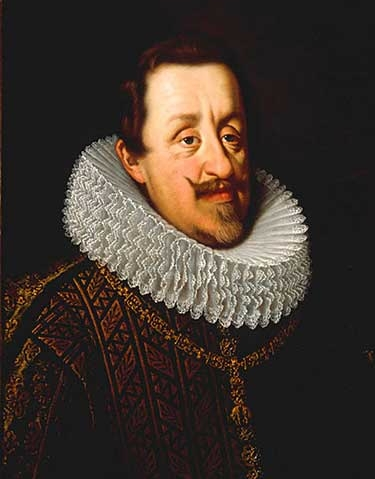
Ferdinand II. Štýrský († 15. února)

- 15. února – Ferdinand II., císař svaté říše římské a český král (* 9. července 1578)
- 19. března – Péter Pázmány, ostřihomský biskup, kardinál, zakladatel univerzity v Trnavě (* 4. října 1570)
- 19. května – Isaac Beeckman, holandský filozof a vědec (* 10. prosince 1588)
- 24. června – Nicolas-Claude Fabri de Peiresc, francouzský astronom, přírodovědec a sběratel starožitností (* 1. prosince 1580)
- 06. srpna – Ben Jonson, anglický dramatik (* 11. června 1572)
- 08. září – Robert Fludd, anglický lékař a alchymista (* 17. ledna 1574)
- 09. září – Louise de Bourbon, francouzská šlechtična (* 2. února 1603)
- 21. září – Vilém V. Hesensko-Kasselský, lankrabě Hesensko-kasselský (* 13. února 1602)
- 22. září – Karel I. Gonzaga, vévoda z Mantovy a Montferratu (* 6. května 1580)
- 07. října – Viktor Amadeus I., vévoda savojský, titulární král kyperský a jeruzalémský (* 8. května 1587)
- 26. listopadu  – Umile da Bisignano, italský římskokatolický řeholník, mystik a světec (* 26. srpna 1582)
- 19. prosince – Kristina Lotrinská, toskánská velkovévodkyně (* 16. srpen 1565)
- ? – Lucas Kilian, bavorský mědirytec, ilustrátor a vydavatel knih (* kolem 1579)

## Hlavy států
- Anglie – Karel I. (1625–1649)
- Francie – Ludvík XIII. (1610–1643)
- Habsburská monarchie – Ferdinand II. (1619–1637) / Ferdinand III. (1637–1657)
- Osmanská říše – Murad IV. (1623–1640)
- Polsko-litevská unie – Vladislav IV. Vasa (1632–1648)
- Rusko – Michail I. (1613–1645)
- Španělsko – Filip IV. (1621–1665)
- Švédsko – Kristýna I. (1632–1654)
- Papež – Urban VIII. (1623–1644)
- Perská říše – Safí I.